# Нікчемний Я 2
«Нікчемний Я 2» (англ. Despicable Me 2) — американська анімаційна комедія режисерів П'єра Коффіна і Кріса Рено, що вийшла влітку 2013 року. Продовження фільму «Нікчемний Я».
Продюсуванням картини зайнялися Кріс Меледандрі, Джанет Хілі, а сценарій написали Кен Доріо і Сінко Пол. В Україні прем'єра відбулася 11 липня 2013 року.

## Сюжет
У той час як Ґру, колишній суперлиходій, веде тихе сімейне життя і намагається чесною працею заробляти у виробництвом джемів і желе, у світі відбувається загадкова подія: хтось за допомогою величезного магніту викрадає в Арктиці надтаємну дослідницьку лабораторію з російськомовним персоналом. У лабораторії проходили експерименти з РХ-41 — трансмутаційною хімічною сироваткою, яка може перетворити будь-яку істоту на нещадну, непереможну машину для вбивств.
Антизлодійська Ліга (АЗЛ) через провали в розслідуванні справи просить допомоги у Ґру, але той спочатку відмовляється. Однак він бачить, що желейна справа неприбуткова, а доктор Нефаріо, що нудьгує за старими часами, звільняється, повідомляючи, що йому запропонували роботу краще. Подумавши, Ґру таки погоджується співпрацювати з АЗЛ. Знаючи про його репутацію лиходія, усі агенти відмовляються працювати з ним. Єдина людина, що погодилась бути напарницею Ґру, — це Люсі Вайлд, яку надихали злодійські плани Ґру (зокрема, ідея з викраденням Місяця). Тим часом за дивних обставин посіпаки починають пропадати.
Спочатку Ґру ставиться до своєї напарниці холодно, але потім починає відчувати до неї теплі почуття. Сканування виявляє сліди РХ-41 у торговому центрі «Рай», де Ґру та Люсі під приводом відкриття ресторану починають розслідування. Підозри викликає Едуардо Перець, власник мексиканського ресторану «Сальса і Сальса», у якому Ґру впізнає лиходія Ель Мачо, який за чутками загинув від вибуху ракети в жерлі вулкана. Едуардо має сина Антоніо, який заглядається на Марго. Ґру вкрай не подобається, що син негідника зустрічається з його дочкою. У той же час він знайомить дівчаток з Люсі, і вона одразу завойовує їхню симпатію.
Ґру та Люсі влаштовують уночі обшук у ресторані Перцю, але в сейфі знаходять лише секретний рецепт сальси. Їм вдається втекти від Едуардо та його курки Куріто. Наступного дня Ґру шукає слід сироватки в салоні перук Флойда Лисийсана і знаходить шукане. Агенти повідомляють про результати в АЗЛ.
Трохи пізніше Ґру доводиться піти на побачення наосліп до ресторану з дуже бридкою білявкою Шеннон. За столом вона помічає, що на Ґру одягнена перука, і намагається її зняти, але Люсі, яка випадково опинилася поруч, вчасно рятує його від викриття, вистріливши в Шеннон сулицею зі снодійним для лосів. Після цього випадку Ґру та Люсі стають ближче один до одного.
АЗЛ заарештовує Лисийсана і закриває справу. У зв'язку з цим Люсі відправляють до Австралії, що дуже засмучує Ґру. Вже в літаку у Люсі несподівано виникають галюцинації — у кожному пасажирі їй бачиться Ґру. Тут вона розуміє, що не може без нього жити, вистрибує з літака і відлітає назад.
Тим часом Едуардо влаштовує свято сальси. Ґру вирішує простежити за ним і викриває лиходійську базу Едуардо. Підозри Ґру підтвердилися: Едуардо справді виявився цим Ель Мачо, який колись давним-давно зімітував свою загибель. На базі виявляються полонені посіпаки, а разом з ними і доктор Нефаріо, який змінив роботу. Ель Мачо демонструє Ґру заражених РХ-41 посіпак, які перетворилися на жахливих фіолетових мутантів, і пропонує спільно заволодіти світом за допомогою армії цих злісних істот. Ґру під різними приводами відмовляється і втікає з бази. Забираючи дівчаток, він дізнається, що Антоніо вже охолонув Марго, і заморожує його. Люсі добирається до свята та шукає Ґру. Ель Мачо дізнається, що вони працюють на АЗЛ, і викрадає Люсі. Пізніше на зв'язок виходить доктор Нефаріо, який повідомляє Ґру, що Ель Мачо викрав Люсі. Тепер Ель Мачо готується захопити світ. Він вирішує відправити заражених посіпак у всі столиці світу і розпочати атаку. Ґру вирушає рятувати Люсі. Перефарбувавши двох своїх посіпак у фіолетовий колір і надавши їм вигляду інфікованих, він повертається на базу Ель Мачо. Але в одного з посіпак стирається фарба, і їх розкривають. Ґру та посіпаки марно намагаються втекти від мутантів. Несподівано на допомогу приходять незаражені посіпаки, дівчатка та доктор Нефаріо. Він каже, що йому приємно створити армію монстрів, щоб зруйнувати весь світ, але не дозволить чіпати свою сім'ю. Вони починають стріляти в заражених посіпак протиотрутою, яку створив доктор Нефаріо і змішав із запасами невдалого желе Ґру, і таким чином посіпаки набувають свого звичайного вигляду. Ель Мачо показує Ґру ракету з прив'язаною до неї Люсі і загрожує тим, що, натиснувши на кнопку пульта, він запустить її в кратер того самого вулкана, де він зімітував свою смерть, але один із посіпак вихоплює пульт управління з його рук. Наступного моменту Ель Мачо сам випиває сироватку і перетворюється на фіолетового монстра, проте Ґру вдається знешкодити його за допомогою подарунка Люсі — помади-шокера, а потім Нефаріо нейтралізує лиходія за допомогою винайденої зброї — «пукача». Ґру кидається до Люсі і намагається відв'язати її від ракети. Але тут курка Куріто натискає кнопку дзьобом і запускає ракету. За кілька секунд до падіння в кратер Ґру вдається розв'язати Люсі, і вони обоє падають у воду (перед їхнім стрибком Ґру запитав, якби він запросив Люсі на побачення, вона погодилася б, на що Люсі радісно відповіла «Так»). На їхнє щастя, повз пропливає човен з посіпаками.
Через 147 побачень по тому Ґру і Люсі одружуються. Мультфільм закінчується їх весіллям. Після титрів з'являються посіпаки Кевін, Стюарт і Боб, які смішать глядачів, рекламуючи при цьому фільм «Посіпаки».

## Оригінальне озвучення
- Стів Карелл — Ґру
- Крістен Віг — Люсі Вайлд
- Бенджамін Брет — Едуардо Перець / Ель Мачо
- Міранда Косгроув — Марго
- Рассел Бренд — доктор Нефаріо
- Стів Куґан — Сайлас Ремсботтом
- Кен Джонг — Флойд Іглсан
- Елсі Фішер — Агнес
- Дана Ґайер — Едіт
- Мойзес Аріас — Антоніо
- Крістен Шаал — Шеннон
- П'єр Коффен — посіпаки

## Український дубляж
Фільм дубльовано студією «Le Doyen» на замовлення компанії «B&H Film Distribution» у 2013 році.
- Перекладач — Федір Сидорук
- Режисер дубляжу — Ольга Фокіна
- Звукорежисери — Дмитро Мялковський, Олег Кульчицький
- Координатор проекту — Аліна Гаєвська
- Диктор — Кирило Нікітенко
- Ролі дублювали: Павло Костіцин, Катерина Осадча, Михайло Кукуюк, Софія Масаутова, Софія Нестеренко, Олена Бернова, Олександр Завальський, Валерій Шептекіта, Павло Лі, Борис Кніженко та інші.
- Мікс дубляжної версії здійснено на студії «Le Doyen».

## Сприйняття

### Критика
Станом на 3 березня 2013 року рейтинг очікування фільму на сайті Rotten Tomatoes становив 99 % із 21,469 голосів, на сайті Кінострічка.com — 77 % (33 голоси), на Kino-teatr.ua — 100 % (1 голос).
Мультфільм отримав загалом позитивні відгуки: Rotten Tomatoes дав оцінку 74 % на основі 168 відгуків від критиків (середня оцінка 6,7/10) і 85 % від глядачів із середньою оцінкою 4,2/5 (298,218 голосів). Загалом на сайті мультфільм має позитивний рейтинг, йому зарахований «стиглий помідор» від кінокритиків і «попкорн» від глядачів, Internet Movie Database — 7,6/10 (142 473 голоси). Metacritic — 62/100 (39 відгуків критиків) і 7,5/10 від глядачів (326 голосів). Загалом на цьому ресурсі від критиків і від глядачів мультфільм отримав позитивні відгуки.
Анна Купінська в «Українська правда. Життя» сказала, що «сюжетна невимушеність, укупі з цілим набором зворушливих сцен вже забезпечила „Нікчемному я 2“ непогану касу».

### Касові збори
Під час показу в Україні, що стартував 11 липня 2013 року, протягом першого тижня мультфільм був показаний у 145 кінотеатрах і зібрав $698,723, що на той час дозволило йому зайняти 2 місце серед усіх прем'єр. Станом на кінець 2013 року, за даними сайту Box Office Mojo мультфільм зібрав $1,983,331. Із цим показником стрічка зайняла 15 місце у кінопрокаті за касовими зборами в Україні.
Під час показу у США, що почався 3 липня 2013 року, протягом першого тижня фільм був показаний у 3,997 кінотеатрах і зібрав $83,517,315, що на той час дозволило йому зайняти 1 місце серед усіх тогочасних прем'єр. Показ фільму протривав 194 дні (27,7 тижня) і за цей час зібрав у прокаті у США 368,049,635 $, а у світі — 567,100,000 $ (за іншими даними 553,473,811 $), тобто 935,149,635 $ (за іншими даними 921,523,446 $) загалом при бюджеті $76 млн.

### Нагороди і номінації[14]
| Рік  | Нагорода           | Категорія                             | Номінант    | Результат |
| ---- | ------------------ | ------------------------------------- | ----------- | --------- |
| 2013 | Золотий трейлер    | Найкращий анімаційний/сімейний постер | мультфільм  | Номінація |
| 2013 | Teen Choice Awards | Вибір літнього фільму: комедія        | мультфільм  | Перемога  |
| 2013 | Teen Choice Awards | Choice Movie: Hissy Fit               | Стів Карелл | Номінація |

## Виноски
1. 1 2  Шведська база даних фільмів — Svenska Filminstitutet.
2. 1 2  Нікчемний Я 2 на Kino-teatr.ua. — Процитовано 11 лютого 2013
3. 1 2  Despicable Me 2 на сайті Internet Movie Database. — Процитовано 14 січня 2014 (англ.)
4. 1 2  Despicable Me 2 на сайті Box Office Mojo. — Процитовано 8 вересня 2013 (англ.)
5. 1 2 3  Despicable Me 2 (англ.). The Numbers. Процитовано 14 січня 2014.
6. ↑  Нікчемний Я 2 (2013). Повний склад команди на сайті Internet Movie Database. — Процитовано 11 лютого 2013 (англ.)
7. 1 2  Нікчемний Я 2 на сайті «Rotten Tomatoes». — Процитовано 14 січня 2014 (англ.)
8. ↑  Нікчемний Я 2 [Архівовано 19 січня 2013 у Wayback Machine.] на сайті Кінострічка.com. — Процитовано 3 березня 2013
9. ↑  Нікчемний Я 2 на сайті Kino-teatr.ua. — Процитовано 3 березня 2013
10. ↑  Despicable Me 2 на Metacritic. — Процитовано 14 січня 2014 (англ.)
11. ↑  Анна Купінська (12 липня 2013). «Нікчемний я 2» та «День всіх святих» — романтика для дітей та дорослих. Українська правда. Процитовано 23 серпня 2013.
12. ↑  Despicable Me 2 — Ukraine Weekend Box Office на сайті Box Office Mojo. — Процитовано 14 січня 2014 (англ.)
13. ↑  Ukraine Yearly Box Office. 2013 (англ.). Box Office Mojo. Процитовано 14 січня 2014.
14. ↑  Awards for Despicable Me 2 (англ.). Internet Movie Database. Процитовано 8 вересня 2013.